# Des McAleenan
Des McAleenan (Dublín, 12 de junio de 1967 - Ibidem., 26 de febrero de 2021) fue un futbolista y entrenador irlandés que se desempeñó como entrenador de porteros de la Selección de fútbol de Colombia antes de su despido y repentina muerte.

## Trayectoria

### Como jugador
Como jugador McAleenan se desempeñó en la posición de portero, jugó en la Tercera División de los Estados Unidos en los clubes Connecticut Wolves y Albany Alleycats, entre las temporadas 1992 y 1996.
Siempre tuvo como referentes al italiano Dino Zoff, al argentino Ubaldo 'Pato' Fillol y al colombiano Óscar Córdoba.

### Como preparador de porteros
A comienzos de la década de 2000 empezó a desempeñarse como entrenador de porteros, trabajando con los clubes New York Red Bulls de la Major League Soccer. Allí fue fundamental en el desarrollo del portero Tim Howard, quien logró jugar en el Manchester United de la Premier League inglesa. Otros porteros bajo su tutela fueron los internacionales estadounidenses Tony Meola y Jonny Walker. Durante su estadía de once años en New York Red Bulls asistió en los cuerpos técnicos de los entrenadores Octavio Zambrano, Bob Bradley, Mo Johnston, Bruce Arena, Hans Backe y Juan Carlos Osorio en un total de 330 partidos.
En 2011 se convirtió en el entrador de porteros del club árabe Al-Hilal FC donde se mantiene hasta 2014. Asistió en el club un total de 120 partidos. En 2016 regresó a los Estados Unidos para ejercer su labor en las selecciones menores de ese país, hasta que fue convocado por el entrenador portugués Carlos Queiroz para que fuera el entrenador de porteros de la selección mayor de Colombia.

### Fallecimiento
McAleenan fue encontrado sin vida el 26 de febrero de 2021 en su residencia en Dublín, Irlanda. Aunque no se ha establecido oficialmente la causa del deceso, las investigaciones iniciales apuntan a un probable suicidio.

## Clubes

### Como jugador
| Club                               | Div. | País           | Año       |
| ---------------------------------- | ---- | -------------- | --------- |
| Universidad Estatal de Connecticut | 5ª.  | Estados Unidos | 1988-1992 |
| Connecticut Wolves                 | 3ª.  | Estados Unidos | 1992-1995 |
| Albany Alleycats                   | 3ª.  | Estados Unidos | 1996      |

### Otros cargos
| Club           | País       | Año  | Rol                              |
| -------------- | ---------- | ---- | -------------------------------- |
| Wes Ham United | Inglaterra | 2015 | Director Academia Internacional. |

### Como preparador de porteros
| Club                            | País           | Año       |
| ------------------------------- | -------------- | --------- |
| New York Red Bulls              | Estados Unidos | 2002-2011 |
| Al-Hilal                        | Arabia Saudita | 2011-2014 |
| Selección sub-20 Estados Unidos | Estados Unidos | 2016-2019 |
| Selección Absoluta              | Colombia       | 2019-2020 |